# Гендер у бугісів

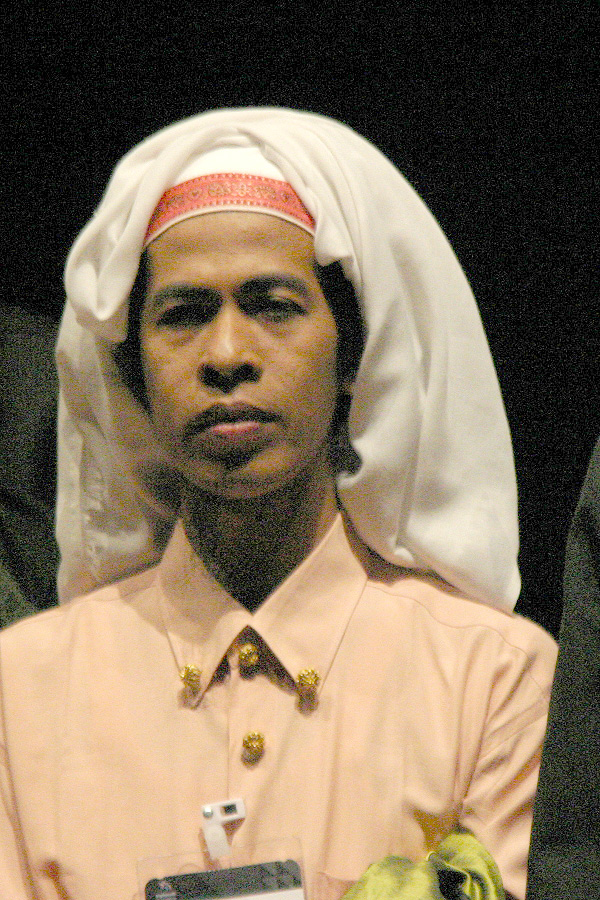
У суспільстві бугісів андрогинні «бісу» виконують ролі священиків, шаманів, чаклунів або медіумів.

Народ буги, або бугіси є найбільш численною етнічною групою Південного Сулавесі в Індонезії. На відміну від звичної двогендерності бугіси визнають 5 гендерів: макунраї (малай. makkunrai), ороане (малай. oroané), бісу (малай. bissu), чалабаї (малай. calabai) та чалалаї (малай. calalai). «Макунраї» та «ороане» приблизно відповідають цисгендерним жінкам та чоловікам відповідно.
Бісу є андрогінними шаманами. Чалалаї  та чалабаї є приблизними відповідниками транссексуального чоловіка та транссексуальної жінки.
У буденному житті  бісу, чалалаї та чалабаї можуть входити до житла та сіл як чоловіків, так і жінок.[джерело?]

## Бісу
Бісу (малай. bissu) займають центральне положення у світогляді бугісів. Бісу вважається гермафродитом, що є одночасно жінкою й чоловіком. Частіше бісу є біологічним чоловіком. Окрім уявлення про подвійну природу тіла бісу, вони ще й підкреслюють приналежність до обох статей елементами одягу: наприклад, бісу може носити «чоловічий» ніж та «жіночу» квітку у волоссі.
Бугіси також вважають бісу сумішшю не тільки чоловічого й жіночого, але й поєднанням матеріального й духовного світів. У їхній уяві бісу пов'язані зі світом богів та духів, і через особливий стан входження духу в тіло здатні передавати благословення від богів до людей. Бісу входять у спеціальний транс, щоб впустити дух чи бога в себе. Прокидаючись від трансу, вони демонструють входження духа шляхом спроб проштрикнути власну шкіру ритуальним ножем крисом (в області долонь, шиї чи скроні). Якщо це не вдається, вважається, що дух захищає тіло бісу з середини. У разі пошкодження шкіри дух вважається слабким та такий бісу не може роздавати благословення.

## Чалалаї
Чалалаї біологічно є жінками, проте поводять себе як чоловіки: носять чоловічий одяг, прикраси, палять сигарети, працюють поруч з чоловіками, гуляють самі вночі тощо. Часто мають дружин та всиновлюють дітей. При цьому чалалаї не вважають себе чоловіками й не прагнуть стати чоловіками.

## Чалабаї
Аналогічно поводять себе чалабаї, які біологічно належать до чоловічої статі, але поводять себе як гетеросексуальні жінки. Чалабаї у суспільстві бугісів часто займають положення організаторів весілля, «весільної матінки». Вони готують шатер та вбрання для подружжя та родичів, готують їжу, проводжають гостей до столу тощо.